# ستيلا هامرستاين
ستيلا هامرستاين (بالإنجليزية: Stella Hammerstein)‏ هي ممثلة أمريكية، ولدت في 1882، وتوفيت في 7 يونيو 1975.

## وصلات خارجية
- ستيلا هامرستاين على موقع IMDb (الإنجليزية)
- ستيلا هامرستاين على موقع قاعدة بيانات برودواي على الإنترنت (الإنجليزية)
- ستيلا هامرستاين على موقع قاعدة بيانات الفيلم (الإنجليزية)